# Bačko Gradište
Bačko Gradište (en serbe cyrillique : Бачко Градиште ; en hongrois : Bácsföldvár) est une localité de Serbie située dans la province autonome de Voïvodine. Elle fait partie de la municipalité de Bečej dans le district de Bačka méridionale. Au recensement de 2011, elle comptait 5 095 habitants.
Bačko Gradište est officiellement classé parmi les villages de Serbie.

## Démographie

### Évolution historique de la population
| 1948  | 1953  | 1961  | 1971  | 1981  | 1991  | 2002  | 2011  |
| ----- | ----- | ----- | ----- | ----- | ----- | ----- | ----- |
| 6 512 | 6 178 | 6 106 | 5 986 | 5 764 | 5 625 | 5 445 | 5 095 |

|  |

## Tourisme
Backo Gradiste est célèbre pour son lac, qui est en fait un bras mort. De nombreuses résidences secondaires y ont été construites par les habitants de Novi Sad, Belgrade, Temerin, Bečej, Vrbas ; il est également fréquenté par des Hongrois, qui habitent à proximité. Pour éviter qu'un village ne s'y établisse de façon permanente, Backo Gradiste refuse d'y installer l'électricité[réf. nécessaire].